# Bahnhof Ibbenbüren-Esch
Der Bahnhof Ibbenbüren-Esch (bis zum 12. Dezember 2004 Esch (Westfalen)) ist ein Bahnhof im Ibbenbürener Ortsteil Püsselbüren an der Bahnstrecke Löhne–Rheine. Im Güterverkehr trägt der Bahnhof weiterhin den Namen Esch (Westfalen). Besondere Bedeutung hat dieser letzte Güterbahnhof im Stadtgebiet der Stadt Ibbenbüren im Güterverkehr der Industrie und des Hafens Uffeln. Im Bahnhof Esch zweigt zudem die Zechenbahn des stillgelegten Bergwerk Ibbenbüren ab.

## Geschichte

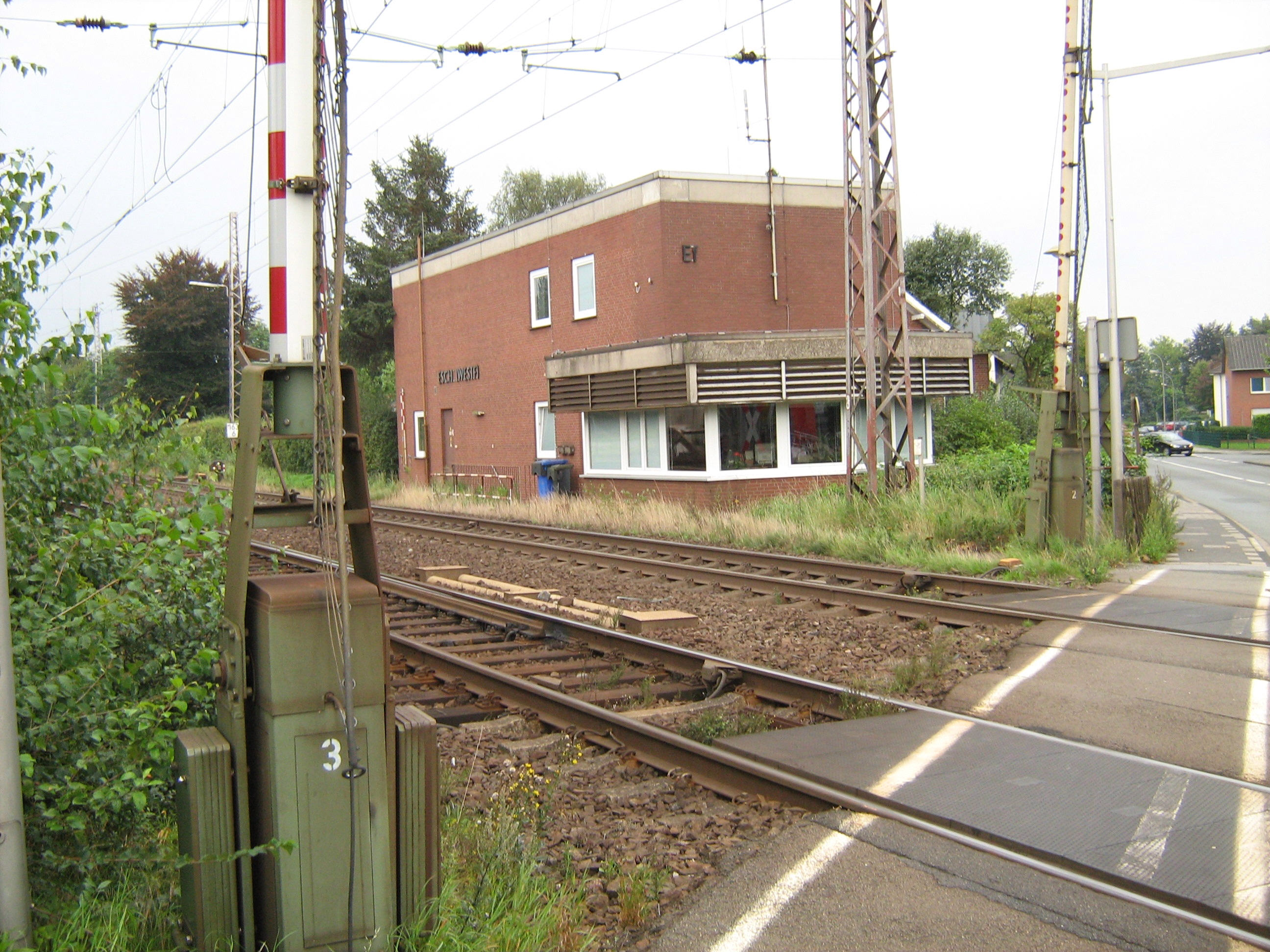
Stellwerk des Bahnhofs

Der Bahnhof Esch (Westfalen) wurde als Haltepunkt am 1. August 1889 in Betrieb genommen. Grund für den Namen Esch (Westfalen) war der Umstand, dass der Bahnhofsname „Püsselbüren“ durch den östlich gelegenen Bahnhof Püsselbüren nicht zur Verfügung stand. Im Bahnhof Püsselbüren, welcher sich weiter östlich befand, wurden Güter des Püsselbürener Förderstollens, Kösters Glashütte und von Steinbrüche in der Nähe abgefertigt. Bis nach 2010 lagen an diesem Standort die Gleise der späteren Kohlenwäsche der Zeche Westfeld.
Der Name Esch stammt vom Apken Esch, einer Bauerschaft des heutigen Püsselbüren, in der der Bahnhof liegt. Püsselbüren war zu jener Zeit selbst noch eine Bauerschaft Ibbenbürens und nicht wie heute ein Ortsteil der Stadt. Als der Bahnhof Püsselbüren seitens der Bahn aufgegeben wurde, scheiterte eine Umbenennung des Bahnhofs Esch am Geld, welches seitens der Bahn verlangt wurde.
Einen starken Güterzuwachs brachte die Eröffnung der Zechenbahn 1928 zum Oeynhausenschacht auf dem Schafberg oberhalb Ibbenbürens. Vor diesem Anschluss brachte vor allem die Genossenschaft sowie eine Holzschuhfabrik und ein Feldbahnanschluss der Sandsteine von Dickenberger Steinbrüchen Güterumsatz.

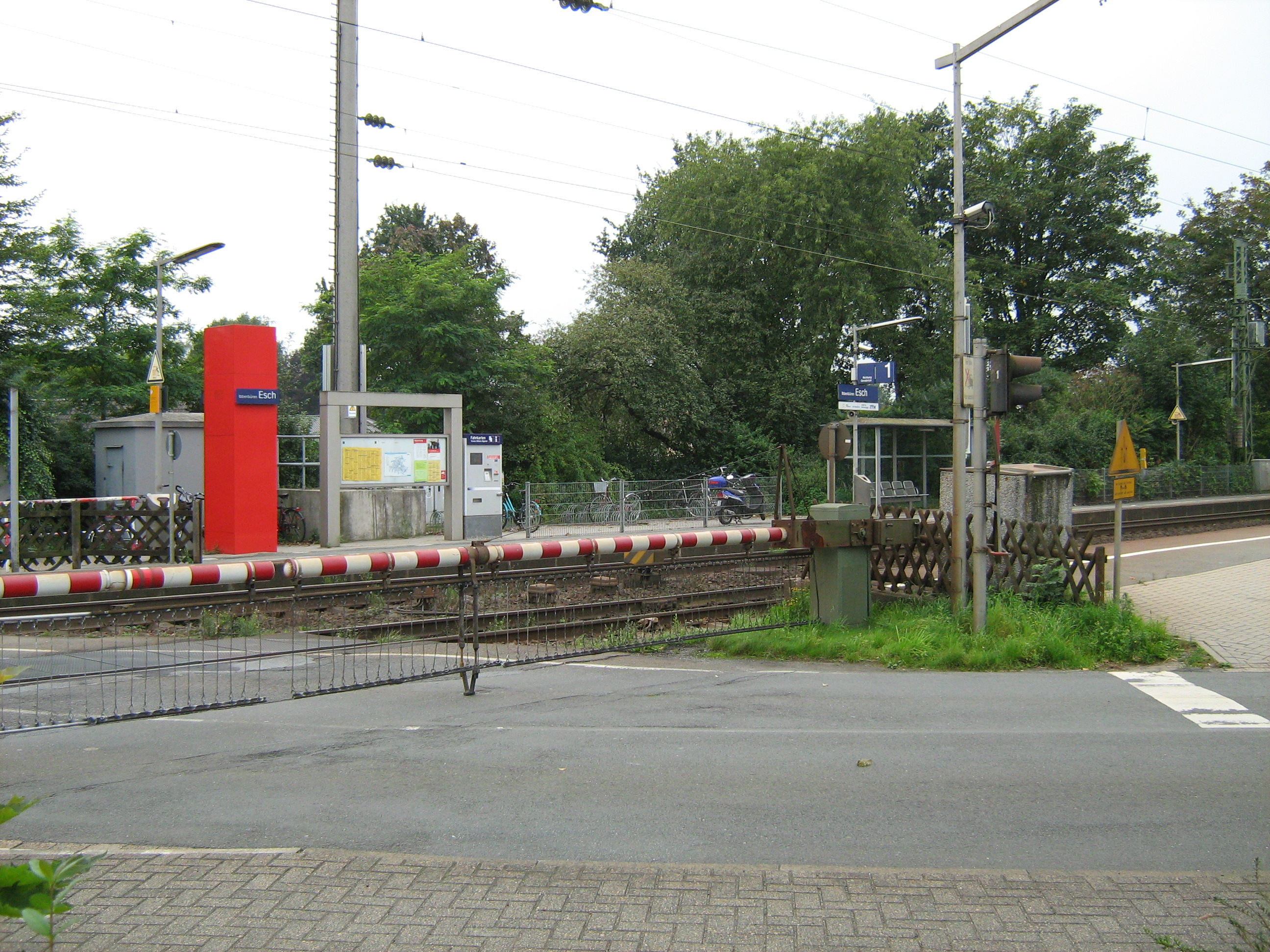
Geschlossener Bahnübergang am Bahnhof

Ein schweres Unglück ereignete sich Silvester 1944, als ein mit Munition beladener Güterzug, der im Bahnhof abgestellt war, durch Tiefflieger in Brand geschossen wurde. Unter Stroh getarnt sollen sich auch V-1 Raketen auf dem Zug befunden haben. Ein weiteres Unglück geschah 1948, als die Bremsen einer Dampflok der Zechenbahn versagten und zahlreiche mit Steinkohle beladenen Güterwagen entgleisten und umkippten.
Im Jahr 1962 war ein neuer Höhepunkt des Güterverkehrs erreicht, als das Verbindungsgleis zum Ibbenbürener Hafen in Uffeln errichtet wurde. 1972 wurde das alte Stellwerk durch ein neues Drucktastenstellwerk direkt am Bahnübergang ersetzt.
Am 27. August 2010 wurde der Bahnhof und das Stellwerk durch Wassermassen des Tiefs Cathleen beschädigt. Die Oberleitung war stromlos und die Gleise waren teilweise überspült.
Im Oktober 2020 wurde das ehemalige Empfangsgebäude des Bahnhofs abgerissen, dieses war schon seit vielen Jahren leerstehend.

## Verkehr heute

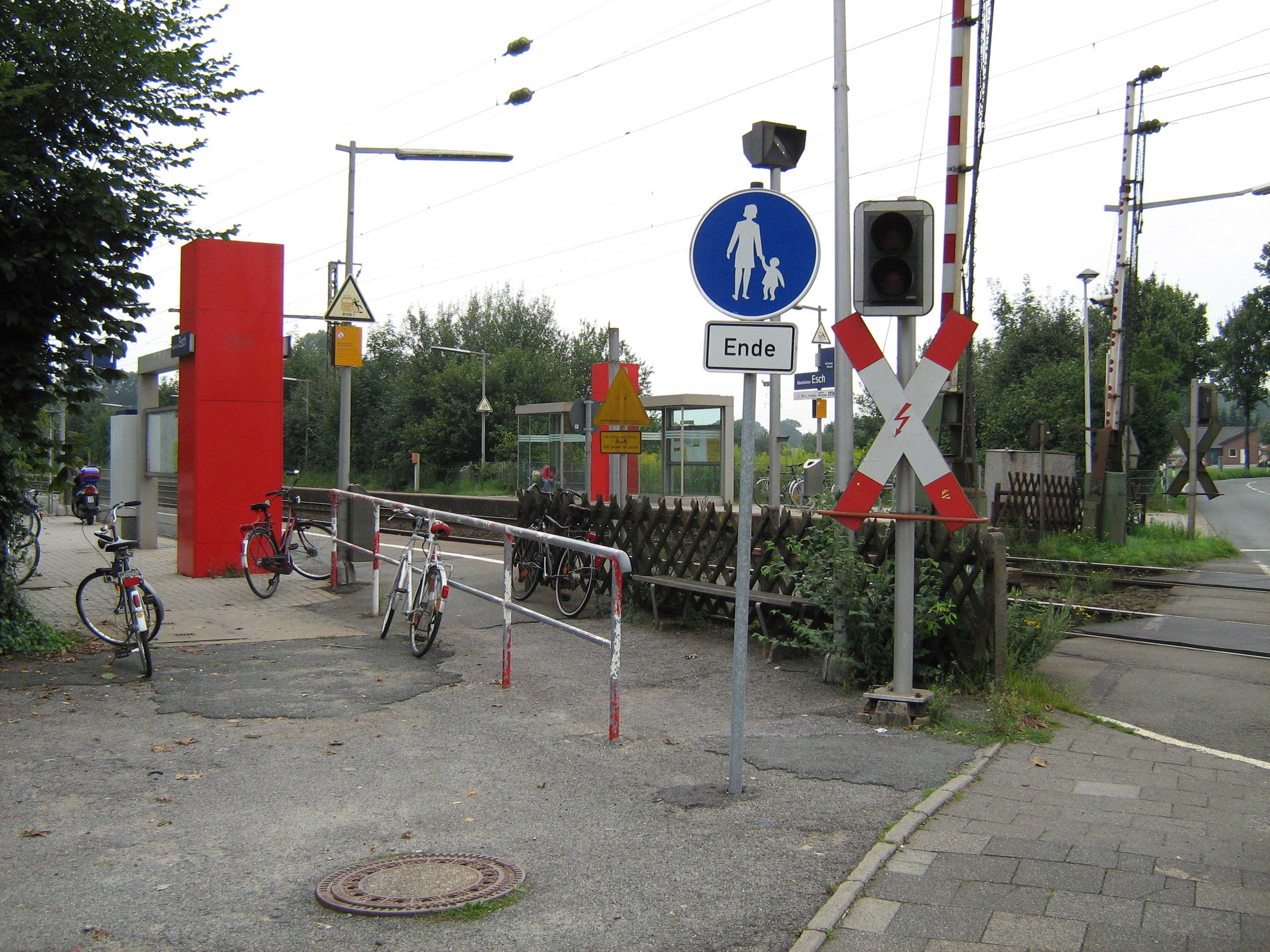
Bahnsteige des Bahnhofs

### Personenverkehr
Der Personenverkehr wird heute über zwei Seitenbahnsteige abgewickelt. Er ist neben den Bahnhöfen Ibbenbüren und Ibbenbüren-Laggenbeck einer der drei aktiven Personenbahnhöfe im Stadtgebiet Ibbenbürens.
Im Bahnhof halten folgende Linien:
| Linie | Linienverlauf | Takt    |
| ----- | --- | ------- |
| RE 60 | Ems-Leine-Express: Rheine – Hörstel – Ibbenbüren-Esch – Ibbenbüren – Ibbenbüren-Laggenbeck – Osnabrück Altstadt – Osnabrück Hbf – Melle – Bünde (Westf) – Kirchlengern – Löhne (Westf) – Bad Oeynhausen – Porta Westfalica – Minden (Westf) – Bückeburg – Stadthagen – Haste (Han) – Wunstorf – Hannover Hbf – Lehrte – Hämelerwald – Vöhrum – Peine – Vechelde – Braunschweig Hbf Stand: Fahrplanwechsel Dezember 2021 | 120 min |
| RB 61 | Wiehengebirgs-Bahn: Hengelo – Oldenzaal – Bad Bentheim – Schüttorf – Salzbergen – Rheine – Hörstel – Ibbenbüren-Esch – Ibbenbüren – Ibbenbüren-Laggenbeck – Osnabrück Altstadt – Osnabrück Hbf – Wissingen – Westerhausen – Melle – Bruchmühlen – Bünde (Westf) – Kirchlengern – Hiddenhausen-Schweicheln – Herford – Brake (b Bielefeld) – Bielefeld Hbf Stand: Fahrplanwechsel Dezember 2021                          | 60 min  |

Die von 1998 bis 2004 verkehrende RB 62 „Der Cherusker“ von Rheine nach Paderborn wird nicht mehr angeboten.

### Güterverkehr

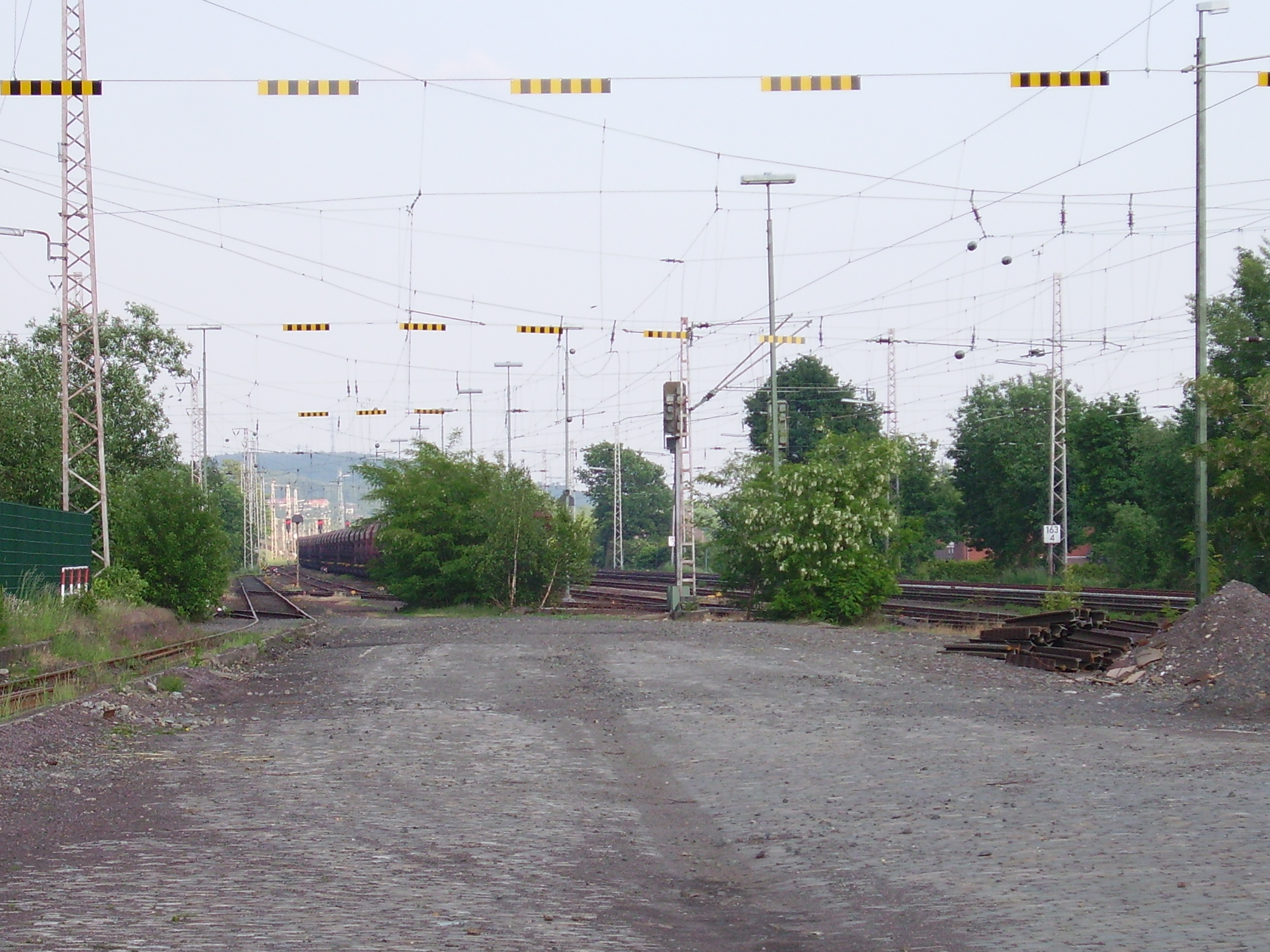
Güterbahnhof Esch

Der Güterbahnhof Esch ist heute der letzte verbliebene im Stadtgebiet der Stadt Ibbenbüren. Hier wurde bis 2018 vor allem Kohle des Bergwerkes Ibbenbüren umgeschlagen. Mehrere Gleise des Güterbahnhofs sind im Besitz des Bergwerkes, das vom Bahnhof aus eine einige Kilometer lange Zechenbahn zum Bergwerk besitzt. Häufig waren hier aufgrund der steilen Strecke hoch auf den Schafberg die speziellen Lokomotiven der Zechenbahn zu beobachten, die die Kohlenzüge entweder der Deutschen Bahn übergaben, oder sie zum Hafen in Uffeln weitertransportierten.
Das Anschlussgleis zum Hafen beliefert unter anderem den Hafen mit Massengütern wie Kies. Das Werk der Akzo Nobel führt einen Teil ihrer Produkte über den Schienenweg wieder ab.
Die Güterwagen werden vom Bahnhof abgeholt und am Osnabrücker Hauptbahnhof zu Zügen zusammengestellt.